# Omaheke
Omaheke je jedna od trinaest regija u Namibiji. Središte regije je grad Gobabis.

## Zemljopis
Omaheke se nalazi na istoku Namibije na granici s Bocvanom i namibijskim regijama:
- Hardap - jug
- Khomas - zapad
- Otjozondjupa - sjever

## Stanovništvo
Prema popisu stanovništva iz 2011. godine regija Omaheke je imala 70.800 stanovnika, dok je prosječna gustoća naseljenosti 1 stanovnika na km².  Prema popisu stanovništva iz 2001. godine, 39% stanovništva govori otjiherero jezik, 27% govoriti nama/damara a 12% afrikaans.